# باكو إيبانيز
باكو إيبانيز (بالإسبانية: Paco Ibáñez)‏ هو مغن مؤلف وموسيقي إسباني، ولد في 20 نوفمبر 1934 في بلنسية في إسبانيا.

## وصلات خارجية
- الموقع الرسمي
- باكو إيبانيز على موقع IMDb (الإنجليزية)
- باكو إيبانيز على موقع ميوزك برينز (الإنجليزية)
- باكو إيبانيز على موقع أول ميوزيك (الإنجليزية)
- باكو إيبانيز على موقع ديسكوغز (الإنجليزية)
- باكو إيبانيز على موقع قاعدة بيانات الفيلم (الإنجليزية)